# استن بوولز
استن بوولز (به انگلیسی: Stan Bowles) (زادهٔ ۲۴ دسامبر ۱۹۴۸ – درگذشتهٔ ۲۴ فوریهٔ ۲۰۲۴) یک بازیکن فوتبال اهل انگلستان بود که سابقهٔ بازی در تیم ملی فوتبال انگلستان را در کارنامهٔ خود داشت. وی در تاریخ ۳ آوریل ۱۹۷۴ نخستین بازی ملی خود را در مقابل تیم ملی فوتبال پرتغال انجام داد و با حضور در ۵ بازی ملی، در تاریخ ۹ فوریهٔ ۱۹۷۷، واپسین بازی ملی‌اش را در برابر تیم ملی فوتبال هلند برگزار کرد.
این بازیکن توانست در بازی‌های ملی، ۱ گل به ثمر برساند.

## زندگی حرفه‌ای
بوولز فوتبال حرفه‌ای را با تیم منچستر سیتی بعنوان یک کارآموز شروع کرد. وی در سپتامبر ۱۹۷۲ به باشگاه فوتبال کویینز پارک رنجرز پیوست.
بوولز در ۲۴ فوریهٔ ۲۰۲۴، در سن ۷۵ سالگی درگذشت.